# Février 1811

## Événements
- 5 février : Regency Bill au Royaume-Uni. La régence est attribuée au prince de Galles, futur George IV en raison des accès de folie du roi George III (fin en 1820)[1].

- 8 février : victoire de l'armée royaliste espagnole sur les insurgés à la bataille de San Ignacio de Piaxtla[2].

- 11 février, Indes orientales néerlandaises : apprenant que le Royaume de Hollande a été annexée par Napoléon le 9 juillet 1810, Daendels hisse le drapeau français à Batavia. Quelques mois plus tard, il est rappelé et remplacé par le général Decaen assisté par Jan Willem Janssens[3]

- 19 février : victoire française de Soult à la bataille de Gebora, devant Badajoz, qui capitule le 10 mars[4].

## Naissances
- 18 février : Barragan (Isidro Santiago Llano), matador espagnol († 4 avril 1851).
- 20 février : Gabriel Alcippe Mahistre (mort en 1860), mathématicien et mécanicien français.

## Décès
- 9 février : Nevil Maskelyne (né en 1732), astronome britannique, astronome royal.
- 24 février : György Bessenyei (hu), écrivain hongrois (1747-1811).